# 张书旂
张书旂（1900年—1957年8月18日），原名张世忠，字书旂，斋号南京晓庄、七炉居。浙江浦江人，中国画家。花鸟画取法于任伯年，素有“任伯年第二”之誉。与徐悲鸿、柳子谷并称画坛“金陵三杰”。

## 生平
光绪二十六年（1900年）生于浙江省浦江县李张村。1910年入私塾及高小读书。1922年7月，以优等生从金华七中毕业。同年8月进入上海美术专科学校，师从吕凤子、吴昌硕。1926年受聘于福建厦门集美学校任教。1929年，应徐悲鸿之邀，受聘为南京中央大学艺术系教授。
1932年夏，与诸闻韵、潘天寿、吴茀之、张振铎在上海共同发起“白社”。社团以“扬州画派”的革新精神从事中国画创作和有关课题研究。1933年1月，与孙福熙、徐悲鸿、陈树人、汪亚尘等人在浙江杭州成立“艺风社”。
1941年4月，张书旂以民间文化大使的身份乘船前往美国。此后，他来回穿梭于美国和加拿大的城市，在洛杉矶、纽约、芝加哥、渥太华、多伦多、波士顿等地举办画展。第二次世界大战结束后，张书旂于1946年回国，在中央大学，安徽大学等地任教。1949年春再度赴美，在加利福尼亚大学任教。
1957年8月18日因胃癌不治在美国旧金山逝世。

## 作品
其代表作有《雄鹰》、《哀鸿遍野》、《百鸽图》等。出版有《书旗花鸟集》、《翎毛集》、《张书旗画集》、《中国风格的绘画》等书籍。

## 家庭
- 有一子：张少书